# Мелек Амет
Мелек Амет (крим. Melek Amet; 4 жовтня 1960 — 22 травня 2008) — румунська модель. Вона стала першою кримськотатарською фотомоделлю в Румунії, подолавши бар'єри та ставши символом культурних змін.

## Життєпис
Мелек, що кримськотатарською мовою означає янгол, була дочкою Джемаля Сеїджана (також румунською пишеться як Ğemal Seyidğan або Gemal Seidgean) та Геверкан (також румунською пишеться як Ğewerkan або Gevercan). Її батько, Джемаль, був з Меджидії та був заможним торговцем, який інвестував свій прибуток у землю, ставши відомим землевласником у Констанці, але комуністична влада конфіскувала його майно та засудила до каторжних робіт у таборах примусових робіт на Дунайсько-Чорноморському каналі. Після звільнення він закохався у красуню-вчительку. Її звали Геверкан, вона була з Поарта-Албе /Алакапі, і вона була на двадцять років молодша за нього. Вони одружилися та, сподіваючись уникнути переслідувань мусульман з боку влади в Добруджі, переїхали до Бухареста, де 4 жовтня 1960 року народилася Мелек, їхня єдина дитина.
У Мелек було два коротких шлюби. Перший — з Мірчею Трофіном, синомВірджила Трофіна, який був віце-прем’єр-міністром за часів Ніколае Чаушеску; другий — зі своїм однокласником Серджіу Мокану, політиком, колишнім директором Демократичної партії. Саме Мірча Трофін запропонував їй підписати контракт з Будинком моди Venus в Бухаресті, де під керівництвом Зіни Думітреску почався злет її кар'єри.
Мелек втілювала ідеальну елегантність, ставши однією з найцінніших моделей Румунії до 1989 року. Її обличчя прикрашало сторінки провідних румунських журналів, зокрема Modern. Разом з такими іменами, як Ілінка Влад, Євгенія Енчіу, Родіка Протасєвіч, Романіца Йован, Джанін та Кетелін Ботезату, Мелек належить до золотого покоління румунських моделей.
Вона гастролювала з відомими артистами, зокрема зі Стелою Попеску, Александру Аршінелем та Ромікою Пучану. Мелек представляла ексклюзивні колекції на показах для Центрального комітету Румунської комуністичної партії, дипломатичного корпусу та посольств. Її також знали за її гучні стосунки.
Мелек була надзвичайно працьовитою та завжди готовою допомогти. Вона вирізнялася вишуканим стилем і мала особливу любов до капелюхів. Багато хто вважає її найпопулярнішою моделлю Румунії комуністичної доби.
Після успішної десятирічної кар'єри у 1981—1992 роках вона працювала у сфері міжнародних перевезень, продавала безалкогольні напої, автомобілі, шоколад та сукні. Однак вона ніколи не полишала модельну кар'єру, заснувавши модельну агенцію Blu Models. Вона також продовжувала кар'єру телеведучої.
У 2006 році в Амет діагностували рак яєчників, і їй зробили операцію. У 2008 році хвороба рецидивувала, і вона зрештою програла боротьбу. Вона померла 22 травня 2008 року і спочиває на мусульманському кладовищі Генча в Бухаресті.

## Спадщина
Мелек Амет цінувала яскравість життя більше за будь-кого іншого. Вона знала, як посміхатися ворожій долі. Її останнім бажанням було повернути спадок батька та збудувати онкологічну клініку для порятунку життів. Хоча суд виніс рішення на її користь, надавши право власності на батьківське майно, місцева влада продовжує відмовляти у виконанні судового рішення.